# Collomia
Collomia é um género botânico pertencente à família Polemoniaceae. Também conhecida como Trobetas, Trombetas da Montanha e Flores de Trombetas.